# Onciale 0253
- Papyrus
- Onciale
- Minuscules
- Lectionnaire

Le Codex 0253 (dans la numérotation Gregory-Aland), est un manuscrit du Nouveau Testament sur parchemin écrit en écriture grecque onciale.

## Description
Le codex se compose d'une folio. Il est écrit en une colonne par page, de 14 lignes par colonne. Les dimensions du manuscrit sont 31 x 25 cm,. Les paléographes datent ce manuscrit du VIe siècle.
C'est un manuscrit contenant le texte de l'Évangile selon Luc (10,19-22).
Le texte du codex représenté est de type byzantin. Kurt Aland le classe en Catégorie V.
Lieu de conservation
Il est conservé à la Qubbat al-Khazna à Damas,.